# Elatostema myrtillus
Elatostema myrtillus är en nässelväxtart som först beskrevs av H. Lév., och fick sitt nu gällande namn av Hand.-mazz.. Elatostema myrtillus ingår i släktet Elatostema och familjen nässelväxter. Inga underarter finns listade i Catalogue of Life.